# Amannus vittiger
Amannus vittiger là một loài bọ cánh cứng trong họ Cerambycidae.